# Esenbeckia nesiotica
Esenbeckia nesiotica är en vinruteväxtart som beskrevs av Standley. Esenbeckia nesiotica ingår i släktet Esenbeckia och familjen vinruteväxter. Inga underarter finns listade i Catalogue of Life.